# 2003年俄罗斯国家杜马选举
2003年俄羅斯國家杜馬選舉於2003年12月7日舉行，總共改選全部450個議席。
結果如同預期，親近時任總統普丁的統一俄羅斯黨贏得最多席次及最多得票，俄羅斯聯邦共產黨則維持第二大黨地位，自由民主黨則成長19席，屬於自由派的亞博盧黨及右翼力量聯盟則大敗。

## 選後評價
俄羅斯聯邦共產黨黨魁久加诺夫把2003年的国家杜马选举称为令人作呕的奇观，并且指责克林姆林宫是在建立波特金党（波特金是文学作品所虚构的山庄，专门剽窃旅者的财富的强盗集团），窃取他人大选成果。